# Shoreham (Michigan)
Shoreham – wieś w Stanach Zjednoczonych, w stanie Michigan, w hrabstwie Berrien.